# Bistum Lolo
Das Bistum Lolo (lat.: Dioecesis Loloensis) ist eine in der Demokratischen Republik Kongo gelegene römisch-katholische Diözese mit Sitz in Bumba.

## Geschichte
Das Bistum Lolo wurde am 22. Februar 1937 durch Papst Pius XI. aus Gebietsabtretungen des Apostolischen Vikariates Buta als Apostolische Präfektur Lolo errichtet. Am 2. Juli 1962 wurde die Apostolische Präfektur Lolo durch Papst Johannes XXIII. mit der Apostolischen Konstitution Ut singula zum Bistum erhoben. Das Bistum Lolo ist dem Erzbistum Mbandaka-Bikoro als Suffraganbistum unterstellt.

## Ordinarien

### Apostolische Präfekten von Lolo
- Giacomo Jacobs OPraem, 1937–1948
- Joseph Ignace Waterschoot OPraem, 1949–1962

### Bischöfe von Lolo
- Joseph Ignace Waterschoot OPraem, 1962–1987
- Ferdinand Maemba Liwoke, 1987–2015
- Jean-Bertin Nadonye Ndongo OFMCap, seit 2015